# Герой Луганської Народної Республіки
Герой Луганської Народної Республіки (Герой ЛНР) (рос. Герой Луганской Народной Республики) — вища нагорода самогопроголошеного квазідержавного утворення Луганської народної республіки, утвореного на окупованій території Луганської області з 2014 року. Створена 14 травня 2018 року, однак почало вручатися лише з березня 2022 року.

## Нагородженні
- Полуполтінних Володимир Сергійович (16 березня 2022)
- Кульчановський Микола Миколайович (16 березня 2022)
- Рижков Максим (16 березня 2022)
- Корчагін Олексій Вікторович (17 квітня 2022)
- Кузнецов Олександр Сергійович (17 квітня 2022)
- Мирон Дмитро (17 квітня 2022)
- Абачев Еседулла Абдулмумінович (20 квітня 2022)
- Чернухо Михайло Юрійович[1] (27 червня 2022, посмертно)
- Черников Денис Ігорович (27 червня 2022)
- Шаталін Євген Ігорович[2][3][4] (27 червня 2022)
- Скорий Андрій Михайлович (18 липня 2022)
- Іванов Денис Євгенович (3 серпня 2022)
- Кадиров Рамзан Ахматович[5][6] (3 серпня 2022)
- Алаудінов Апти Аронович (3 серпня 2022)
- Чалаєв Замид Алієвич[7] (3 серпня 2022)
- Пригожин Євген Вікторович (вересень 2022)
- Єлізаров Антон Олегович  (вересень 2022)
- Даудов Магодем Хожахмедович  (12 вересень 2022)
- Алханов Руслав Шахаєвич (12 вересень 2022)
- Болотов Валерій Дмитрович (15 вересень 2022, посмертно)
- Ципкалов Геннадій Миколайович  (15 вересень 2022, посмертно)
- Кудрін Денис Іванович  (15 вересень 2022, посмертно)
- Нагін Олексій Юрійович (вересень 2022)
- Іванов Тимур Вадимович (вересень 2022)
- Горенко Сергій Сергійович (19 вересень 2022)
- Карякін Олексій Вячеславович (27 вересень 2022)
- Делімханов Адам Султанович (28 вересень 2022)
- Суровікін Сергій Володимирович (28 вересень 2022)
- Левшунов Сергій Миколайович (7 жовтня 2022)
- Лещенко Ян Віталійович (невідомо)
- Комаров Максим (20 жовтня 2022)
- Мирошник Олександр Володимирович (20 жовтня 2022; посмертно)
- Мартинкіян Олександр Павлович (20 жовтня 2022; посмертно)
- Водолацький Віктор Петрович
- Трошев Андрій Миколайович
- Уткін Дмитро Валерійович[8]
- Чумаров Артем Володимирович
- Палящий Олександр Борисович
- Стефановський Олександр Анатолійович (лютий 2023 посмертно)
- Крамер Григорій Фрідріхович

### Населені пункти
- Місто Луганськ — 7 вересня 2019[9][10].

## Також дивитись
- Герой Донецької Народної Республіки